# Undercover Chef
Undercover Chef er et tv-program vist på DR1 i 2010 og 2011
I Undercover Chef trækker 6 chef i arbejdstøjet og går på gulvet i deres egen virksomhed. Hvor de møder medarbejdere og prøver deres job. Men de ved ikke at den nye kollega i virkeligheden er deres overste chef.

## Sæson 1
| Dato       | Episode | Virksomhed             | Undercover Chef                 | Stilling                     | Dæk-navn     |
| ---------- | ------- | ---------------------- | ------------------------------- | ---------------------------- | ------------ |
| 05-01-2010 | 1       | Carlsberg              | Torsten Steenholt (Christensen) | Produktion Direktør          | Thomas       |
| 12-01-2010 | 2       | Lalandia Billund       | Stenn Keller                    | Bestyrelsesmedlem i Parken   | Søren Madsen |
| 19-01-2010 | 3       | Flügger                | Paul Wulff                      | Finansdirektør               |              |
| 26-01-2010 | 4       | ISS                    | Maarten Van Engeland            | Administrerende Direktør     |              |
| 02-02-2010 | 5       | Falck                  | Jens Lunn                       | Salgs- og marketingsdirektør | Leif         |
| 09-02-2010 | 6       | Danske Diakonplejehjem | Emil Tang                       | Administrerende direktør     |              |

## Sæson 2
| Dato       | Episode | Virksomhed   | Undercover Chef        | Stilling                           | Dæk-navn      |
| ---------- | ------- | ------------ | ---------------------- | ---------------------------------- | ------------- |
| 04-01-2011 | 1       | TDC          | Mariam Hvidt           | Kommunikationsdirektør             | Marianne      |
| 11-01-2011 | 2       | DSB          | Frank Olesen           | Direktør for Fjern- og Regionaltog | Finn          |
| 18-01-2011 | 3       | Rentokil     | Dennis Willesen        | Administrerende Direktør           |               |
| 25-01-2011 | 4       | CRH Concrete | Claus Bering           | Administrerende Direktør           | Claus Clausen |
| 01-02-2011 | 5       | Tulip        | Rene Olsen             | International Salgsdirktør         |               |
| 08-02-2011 | 6       | G4S          | Søren Lundberg-Nielsen | Topleder                           | Søren         |